# Boevange-sur-Attert
Boevange-sur-Attert (luxemburguès Béiwen-Atert, alemany Böwingen) és una comuna i vila a l'est de Luxemburg, que forma part del cantó de Mersch. Comprèn les viles de Boevange-sur-Attert, Bill, Brouch, Buschdorf i Grevenknapp. Limita amb Bissen, Mersch, Tuntange, Saeul, Useldange i Vichten.

## Població
| Nacionalitat   | Població | %      |
| -------------- | -------- | ------ |
| luxemburguesos | 1.443    | 81,99% |
| Forasters      | 317      | 18,01% |
| - portuguesos  | 90       | 5,11%  |
| - francesos    | 26       | 1,48%  |
| - italians     | 18       | 1,02%  |
| - belgues      | 77       | 4,38%  |
| - alemanys     | 35       | 1,99%  |
| - iugoslaus    | 17       | 0,97%  |
| - altres       | 54       | 3,07%  |

## Evolució demogràfica
| Any        | Població |
| ---------- | -------- |
| 15/02/2001 | 1.760    |
| 01/01/2002 | 1.767    |
| 01/01/2003 | 1.735    |
| 01/01/2004 | 1.761    |
| 01/01/2005 | 1.824    |

## Personatges il·lustres
- Joseph Hackin, arquitecte i resistent francès.